# Lepidophyma tarascae
Espèce
Statut de conservation UICN

 DD  : Données insuffisantes
Lepidophyma tarascae est une espèce de sauriens de la famille des Xantusiidae.

## Répartition
Cette espèce est endémique du Mexique. Elle se rencontre dans les États du Michoacán, du Guerrero et du Colima.

## Étymologie
Cette espèce est nommée en l'honneur des Tarasques.

## Publication originale
- Bezy, Webb & Alvarez, 1982 : A new species of the genus Lepidophyma (Sauria: Xantusiidae) from Michoacan Mexico. Herpetologica, vol. 38, n. 3, p. 361-366.